# Libre o muerto
Libre o Muerto es el segundo álbum del grupo de Punk Rock argentino Jauría, fue Mezclado por Jim Wirt en Crushtones Studios, Cleveland, Ohio, Estados Unidos. Este disco es un disco doble con 21 canciones todas incluidas en un solo CD , cuyo lanzamiento fue el 16 de noviembre de 2013, en el Teatro Vorterix. Este disco cuenta con la presencia de Sebastian Ambesi en guitarra en reemplazo de Esteban "Pichu" Serniotti.

## Canciones
1. Niños de cristal (Ciro Pertusi, M. Ambesi, S. Ambesi, Fajardo) - 3:34
2. Boomerang (Fajardo, Ciro Pertusi, M. Ambesi, S. Ambesi)   - 3:04
3. Blues del karma (Ciro Pertusi, M. Ambesi, S. Ambesi, Fajardo) - 2:35
4. No pertenecemos (M. Ambesi, Ciro Pertusi, S. Ambesi, Fajardo) - 3:20
5. Alta definición (Ciro Pertusi, Fajardo, M. Ambesi, S. Ambesi) - 4:11
6. Y además (Fajardo / Ciro Pertusi / M. Ambesi / S. Ambesi) - 2:21
7. Amigo mío (Ciro Pertusi / Fajardo / M. Ambesi / S. Ambesi) - 3:04
8. El puente más allá de lo vivido (Fajardo, Ciro Pertusi, M. Ambesi, S. Ambesi) - 3:01
9. Lobos (Ciro Pertusi, Fajardo, M. Ambesi, S. Ambesi) - 4:04
10. Lanzallamas (Fajardo, Ciro Pertusi, M. Ambesi, S. Ambesi) - 3:03
11. Canción de cuna (Ciro Pertusi, Fajardo, M. Ambesi, S. Ambesi) - 4:28
12. Roberto (S. Ambesi, M. Ambesi, Ciro Pertusi, Fajardo) - 2:47
13. El poder nuestro es (Mori Yukinojou, Keiju Ishikawa) - 1:33
14. Fábricas (Fajardo, Ciro Pertusi, M. Ambesi, S. Ambesi) - 3:44
15. Paracaídas (S. Ambesi, M. Ambesi, Ciro Pertusi, Fajardo) - 2:41
16. Luis espía (M. Ambesi, S. Ambesi, Ciro Pertusi, Fajardo) - 3:10
17. Mestizamba (Ciro Pertusi) - 2:47
18. Perro salvaje (M. Ambesi, Ciro Pertusi, S. Ambesi, Fajardo) - 2:57
19. El ángel de la Zona Sur (Fajardo, Ciro Pertusi, M. Ambesi, S. Ambesi) - 2:33
20. Colores en el viento (S. Schwartz, A. Menken) - 2:42
21. Siempre en vanidad (Federico Pertusi, S. Ambesi) - 3:53´

## Miembros
- Ciro Pertusi: Voz y guitarra.
- Mauro Ambesi: Bajo, coros y voces.
- Sebastian Ambesi: Guitarra y coros.
- Ray Fajardo: Batería y percusión.

Músicos adicionales
- Andres Ciro Martinez - Armónica
- Diego Arnedo - Bombo Legüero
- Hernan Valente - Voces
- Kutxi Romero - Voces
- Claudio Marciello - Guitarras
- Miguel De La Luna Campos - Guitarras
- Edu Schmidt - Violín
- Nicolás Sorín - Orquestación
- Pablo Kiddle - Guitarras
- Felipe Barrozo - Guitarras
- Hernán Langer - Guitarras
- Martin "Tucán" Bosa - Teclados
- Federico Pertusi, Enzo Insegna, Gabriel Otero, Hernan Valente, Javier Robles y Francisco Marafioti: Coros y voces adicionales.